# Asesinato de Dawn Olanick
Dawn Rita Olanick (5 de agosto de 1964 - c. julio de 1982), anteriormente conocida como Princess Doe (Princesa Doe), fue una adolescente estadounidense no identificada previamente de Bohemia, Nueva York, que fue encontrada asesinada en el cementerio de Cedar Ridge en el municipio Blairstown, Nueva Jersey, el 15 de julio de 1982. Su rostro había sido golpeado hasta quedar irreconocible. Fue la primera persona fallecida no identificada en ser ingresada en el Centro Nacional de Información Criminal. Olanick fue identificada públicamente en el 40 aniversario del descubrimiento de su cuerpo.
El cuerpo de Olanick fue enterrado en enero de 1983 en el cementerio de Cedar Ridge, no muy lejos del lugar donde fue descubierta. Sus restos fueron exhumados en 1999 para poder tomar muestras de ADN, que se extrajeron de su fémur en Baltimore, Maryland. Antes de su identificación en 2022, Olanick era conocida como "Princess Doe", apodo que le puso el teniente Eric Kranz, del Departamento de Policía de Blairstown, que fue el primer agente de policía que acudió al lugar del hallazgo del cuerpo. Arthur Kinlaw ha sido acusado de asesinato en primer grado por el caso de Olanick.

## Descubrimiento y examen
En la mañana del jueves 15 de julio de 1982, el sepulturero George Kise descubrió el cadáver de una mujer joven en la parte trasera del cementerio de Cedar Ridge, en Blairstown, Nueva Jersey. El cuerpo se encontró tumbado boca arriba justo en el borde de un ribazo empinado que desemboca en un arroyo situado más abajo. El rostro de la víctima había sido golpeado hasta quedar irreconocible con un objeto aún por determinar. Debido a la importante descomposición del cuerpo, no pudo distinguirse el color de sus ojos.
El cuerpo estaba vestido con una camiseta roja de manga corta. Sobre las piernas de la víctima se encontró una falda de estilo campesino. No se encontró ropa interior. A pesar de ello, no se encontraron pruebas concluyentes de agresión sexual, pero esto fue difícil de determinar debido al grado de descomposición del cuerpo. Se encontró un collar con una cruz dorada enredado en el pelo de la víctima. Se encontraron dos aretes en su oreja izquierda. Tenía las uñas pintadas de rojo solo en la mano derecha y no tenía cicatrices quirúrgicas conocidas, marcas de nacimiento distintivas ni tatuajes. Las cicatrices o marcas en el área de la cabeza/cara no se reconocerían debido a la condición del cuerpo. Los dos dientes delanteros eran ligeramente más oscuros que los demás. El apéndice y las amígdalas de la víctima estaban intactos. Los antropólogos forenses determinaron que la víctima no estaba embarazada y nunca había dado a luz, y lo más probable es que tuviera entre 14 y 18 años en el momento de su muerte. Los análisis toxicológicos no revelaron restos de drogas, pero no fueron del todo concluyentes debido al tiempo transcurrido entre la muerte y el hallazgo del cadáver. Se cree que el cuerpo fue descubierto después de dos o tres días, o posiblemente incluso semanas, de exposición a los elementos. Esto fue especialmente difícil de determinar debido al clima caluroso y húmedo de la zona en ese momento.
El examen indicó que la joven había intentado luchar o defenderse de su agresor, ya que se observaron traumatismos en las manos y los brazos.

## Investigación

### Identificación errónea como Diane Genice Dye
Durante muchos años, se pensó que Princess Doe era Diane Genice Dye, una adolescente desaparecida de San José, California, que desapareció el 30 de julio de 1979. Esta teoría fue propagada por varios funcionarios encargados de hacer cumplir la ley en el estado de Nueva Jersey, que llegaron incluso a celebrar una conferencia de prensa identificando a Diane Dye como la Princess Doe. Sin embargo, el teniente Eric Kranz, investigador principal original del caso, mantuvo que Diane Dye no era una candidata viable para la identidad de la Princess Doe. La familia de Diane y los investigadores de California compartían la opinión de Kranz y estaban especialmente indignados por la conducta de las fuerzas del orden de Nueva Jersey. En 2003, se comparó el ADN de la desconocida con una muestra de ADN de la madre de Diane, Patricia, y se determinó de forma concluyente que Princess Doe no era Diane Dye.

### Arthur y Donna Kinlaw
En 1999 salieron a la luz pruebas de que Arthur y Donna Kinlaw podían estar implicados en el asesinato de la Princess Doe. Donna fue arrestada en California por intentar cometer fraude a la asistencia social usando el nombre "Elaina", que fue rastreado hasta una nativa de Long Island. Cuando la policía la interrogó, les dio detalles sobre el asesinato de "Linda" y su testimonio puso a los Kinlaw entre rejas; Donna dio detalles sobre dos asesinatos que Arthur había cometido, de otras dos víctimas femeninas que permanecen sin identificar. Después de que Arthur se enfrentara a una sentencia de muerte, Donna dijo a las autoridades que Kinlaw había matado a otra mujer, una prostituta, a principios de 1982. Le dijo a la policía que estaba con Arthur en el cementerio y que fue testigo de cómo cometía el asesinato. Otro informe afirma que Donna Kinlaw dijo que, en julio de 1982, su esposo llevó a casa a una adolescente, salió de casa y regresó sin ella. Al parecer, más tarde se deshizo de su ropa y limpió su vehículo. Después, amenazó a su mujer, afirmando que si no acudía a su trabajo, le "quitaría la vida" como hizo con la chica que llevó a casa. Sin embargo, la falta de corroboración hizo que Arthur Kinlaw no fuera acusado. El teniente Stephen Speirs, que trabajó en el caso como miembro de la fiscalía del condado de Warren, de la que luego se jubiló, declaró que Kinlaw "se atribuyó la responsabilidad de su muerte. Pero no tengo pruebas físicas para confirmar eso, y sin la identidad de la Princess Doe, no tengo forma de conectar los puntos, por así decirlo, situándola en un lugar en el que él podría haber estado o habrían estado al mismo tiempo". Speirs también informó de que dudaba de la confesión porque los Kinlaw no podían proporcionar un nombre para la desconocida, a pesar de que habían afirmado haber estado con ella durante un periodo de tiempo. A pesar de que ponía en duda la credibilidad de sus declaraciones, Speirs sí creía que la víctima era natural de Long Island, Nueva York. Sin embargo, Donna Kinlaw fue entrevistada por un artista forense que creó un retrato robot de la chica que afirmó haber conocido, que sí se parecía al retrato robot más reciente. Arthur Kinlaw sigue encarcelado por dos cargos de asesinato en segundo grado.
Además de los Kinlaw, se ha reconsiderado la participación en el caso de varios otros sospechosos.
Tras la identificación en 2022 de la Princess Doe como Dawn Olanick, Arthur Kinlaw fue reconsiderado como sospechoso y posteriormente acusado del asesinato de Olanick.

### Desarrollos posteriores
Tras ver imágenes de la ropa de la chica en un periódico, una testigo llamada Annemarie Latimer informó a los funcionarios de que recordaba haber visto a una joven con la misma ropa que la Princess Doe comprando cigarrillos el 13 de julio de 1982, justo dos días antes de que se encontrara su cadáver. Latimer declaró que estaba comprando con su hija en un supermercado situado frente al cementerio y observó, y pudo describir, la singular vestimenta de la víctima. La camiseta y la falda en sí fueron rastreadas hasta un fabricante del Medio Oeste de Estados Unidos, aunque faltaban las etiquetas de la marca. Tres personas informaron, tras ver las fotos, de que habían comprado prendas similares en una tienda de Long Island, que ahora está cerrada. Se desconoce si la tienda se encontraba específicamente en Long Island o posiblemente en otras localidades. El retrato robot de la víctima de 2012 también generó nuevas pistas, ya que se parecía al de varias chicas desaparecidas del país. Su cuerpo fue reexhumado en noviembre de 2020 gracias a una subvención, y se sometió a una extracción de ADN para genealogía genética.
Se presentó una teoría según la cual la desconocida podría haber sido una fugitiva y podría haber sido una persona que utilizaba nombres falsos mientras estaba empleada en un hotel de Ocean City, Maryland. En 2012, una muestra de su cabello y un diente fueron examinados mediante análisis isotópico e indicaron que lo más probable es que la víctima nació en los Estados Unidos. La muestra de pelo indicaba que había vivido al menos entre siete y diez meses en el Medio Oeste o el Noreste de Estados Unidos. La muestra de dientes indicaba que posiblemente era de Arizona. También se cree que la chica había pasado un largo periodo de tiempo en Long Island, Nueva York.

## Apariciones en los medios de comunicación

### MISSING(Documental de HBO)

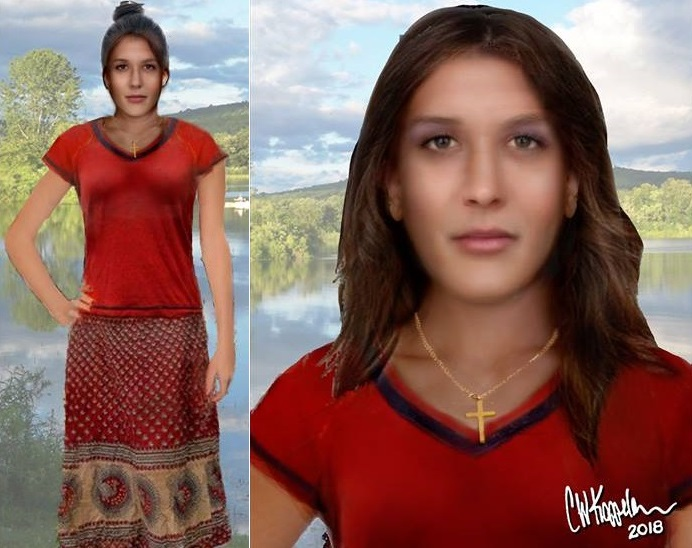
Composición adicional de Princess Doe de Carl Koppelman que también ilustra su ropa.

Después de una amplia cobertura en los medios impresos en 1982, HBO se puso en contacto con el teniente Eric Kranz, el investigador principal original del Departamento de Policía de Blairstown, con respecto al caso Princess Doe y le preguntó si el canal podía hacer una crónica del caso en un próximo documental titulado MISSING. Kranz estuvo de acuerdo y el segmento se filmó en el transcurso de varias semanas. Se mostró a Kranz siguiendo las pistas a medida que iban llegando. El documental destacaba por contener imágenes reales de la recuperación del cuerpo junto con imágenes filmadas por HBO del funeral de la desconocida en 1983. El documental también contenía un segmento sobre la desaparición de Johnny Gosch.
El teniente Kranz, ahora jubilado, acuñó el nombre de "Princess Doe" al principio de la investigación y también logró que el caso recibiera una amplia cobertura en los medios de comunicación. El caso se utilizó como impulso para registrar a las víctimas de delitos no identificadas en la base de datos NCIC a escala nacional. Princess Doe se convirtió en el primer caso de este tipo registrado por el director del FBI.

### Otros
El caso apareció en America's Most Wanted en 2012 con la esperanza de generar nueva información sobre el caso.
El mismo año, la reconstrucción más reciente fue transmitida por CNN.

## Entierro y conmemoraciones
La joven fue enterrada el 22 de enero de 1983, después de haber permanecido sin identificar durante más de cinco meses. Se utilizaron fondos donados para pagar el ataúd y la lápida de la víctima, en la que se grabó el texto: 

"Princess Doe. Desaparecida de casa. Muerta entre extraños. Recordada por todos".

El 15 de julio de 2012, se llevó a cabo un servicio conmemorativo por el 30 aniversario del hallazgo del cuerpo, en la parte superior del barranco donde se encontraron sus restos. Asistieron más de 100 ciudadanos, así como varios reporteros y cámaras. La ropa de la víctima, así como sus reconstrucciones, se exhibieron al público.
El 12 de octubre de 2014, Olanick (como "Princess Doe") fue honrada en una manifestación de personas desaparecidas en el área.

## Identificación
En mayo de 2021, el NCMEC o Centro Nacional para Niños Desaparecidos y Explotados , que colaboraba con Astrea Forensics, notificó a los investigadores sobre la obtención del marcador genético de muestras degradadas del cuerpo de la Princess Doe utilizando una subvención. El 18 de junio de 2021, los investigadores recibieron la noticia de que Astrea Forensics aceptaba extraer ADN y construir un perfil de ADN. El 10 de febrero de 2022, Astrea Forensics comunicó a los investigadores que la creación de un archivo de datos de ADN se había realizado con éxito. Los resultados se enviaron a los genealogistas consultores del NCMEC de Innovative Forensics Investigations. La encargada era Jennifer Moore, que accedió a realizar una genealogía ilimitada de forma gratuita. El 22 de febrero de 2022, Innovative Forensics anunció a los investigadores que habían encontrado un candidato para la Princess Doe. Los investigadores fueron a West Babylon, Nueva York, donde se reunieron con Robert Olanick Jr, hermano de la desconocida según los análisis. También recogieron una muestra de ADN de la hermana de Princess Doe que Mitotyping Technology utilizó para construir un perfil de ADN mitocondrial. El Laboratorio Forense de la Oficina del Fiscal del Condado de Union ayudó creando un perfil de ADN STR a través de la muestra de ADN de la hermana de la víctima. Mitotyping Technology envió sus resultados al Laboratorio Forense de la Oficina del Fiscal del Condado de Union, que a su vez envió los perfiles de ADN mitocondrial y STR al Centro de Identificación Humana de la Universidad del Norte de Texas.
El 29 de abril de 2022, el Centro identificó a Princess Doe como Dawn Olanick. Fue anunciada formalmente el 15 de julio de 2022, en el 40 aniversario de su descubrimiento. Antes de su desaparición, Olanick vivía con su madre y su hermana en la ciudad de Bohemia, en Long Island, tras el divorcio de sus padres. Robert Olanick Jr. dijo que se fue de casa alrededor del 24 de junio de 1982 a pedido de su madre y nunca más se la volvió a ver ni a saber de ella.
Arthur Kinlaw ha sido acusado de un cargo de homicidio como resultado de la investigación posterior, las declaraciones de los testigos y su confesión del asesinato de Olanick. Se cree que Olanick rechazó sus demandas de ejercer la prostitución y fue conducida a Nueva Jersey. Ambos terminaron en Blairstown, donde Kinlaw la asesinó en el cementerio de Cedar Ridge. Ni Olanick ni Kinlaw tenían relación alguna con la ciudad. Kinlaw permanece encarcelado en el Centro Correccional de Sullivan en Fallsburg, Nueva York. Los investigadores ahora buscan reconstruir los movimientos de Dawn Olanick en el tiempo previo a su muerte.

## Otra información
- Número de caso del NCIC: U630870962
- Porchlight para el Número de Caso Desaparecido: NJF820715[8]
- Sitio web de Princess Doe (http://www.princessdoe.org)